# Seydimli
Seydimli est un village de la région de Tərtər en Azerbaïdjan.

## Population
Selon les statistiques de 2009, la population du village est de 2495 personnes.